# Kooyong Stadium

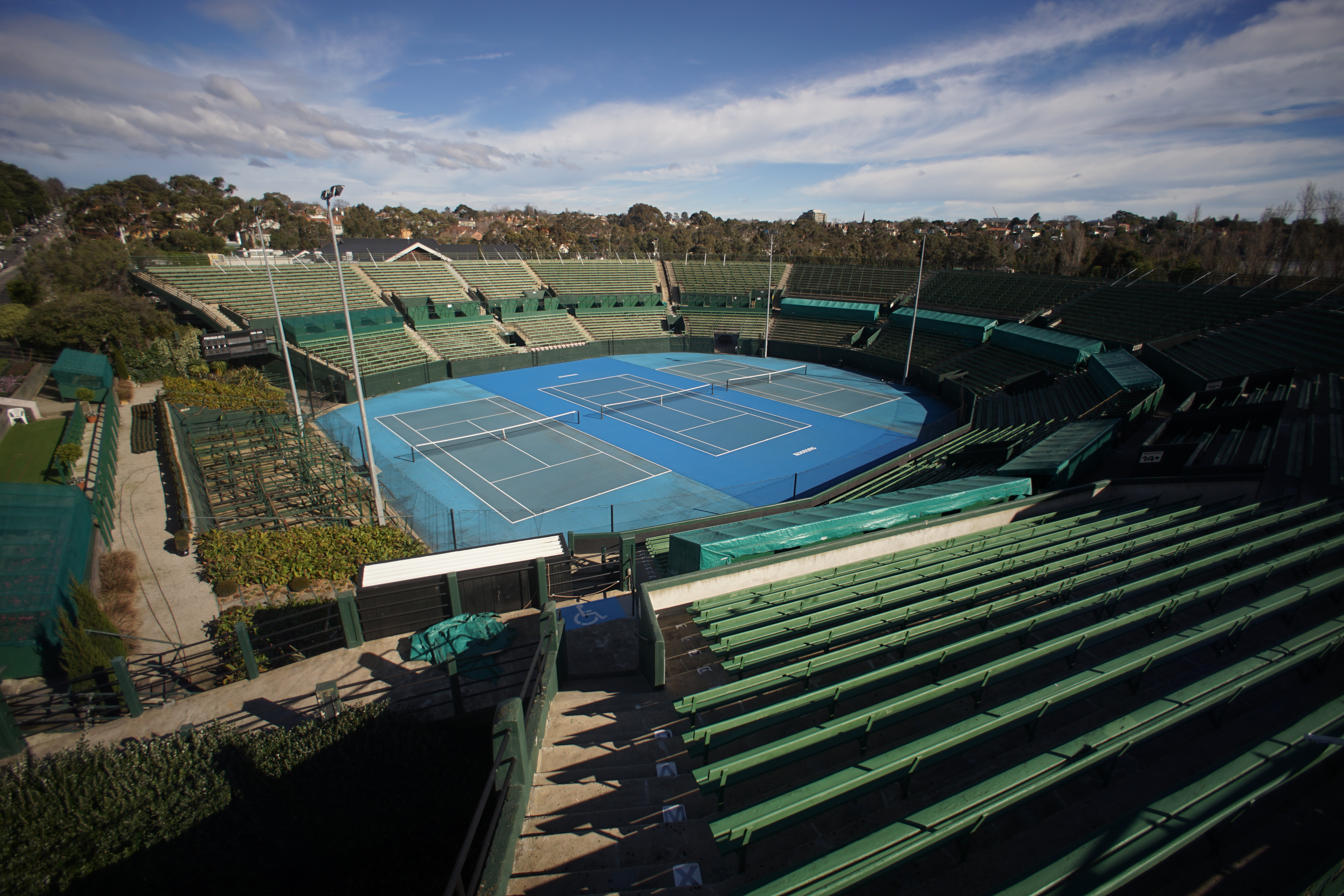
Interiér tří tenisových dvorců Kooyong Stadium

Kooyong Stadium je stadion plnící funkci centrálního dvorce tenisového klubu Kooyong Lawn Tennis Club. Nachází se v Melbourne, hlavním městě australského spolkového státu Victoria. Sportoviště bylo postaveno v roce 1927 a jeho kapacita činí 8 500 sedících diváků.

## Sportovní využití
Poté, co se konání úvodního grandslamu sezóny Australian Open vrátilo v roce 1972 zpět do Melbourne, stal se areál s centrálním dvorcem každoročním dějištěm jedné ze čtyř nejvýznamnějších událostí v tenise. Pro nevyhovující podmínky sportoviště začal Australský tenisový svaz připravovat od roku 1983 přesun grandslamu, k čemuž došlo v roce 1987, kdy se zde odehrál poslední ročník. Během pořádání Australian Open byl na dvorcích travnatý povrch. Později došlo k jeho sejmutí a nahrazení tvrdým povrchem. V roce 1974 areál hostil Turnaj mistrů, na němž se odehrála pouze dvouhra.
Několik dnů před lednovým Australian Open v rámci přípravy stadion každoročně hostí mužský exhibiční turnaj profesionálů AAMI Classic, hraný pouze ve dvouhře.
V lednu 1965 zde proběhl třetí ročník ženské týmové soutěže Poháru federace. Daviscupový tým Austrálie zde odehrál několik mezistátních zápasů, první v roce 1947 a také roku 2017 proti České republice.

## Koncerty
Na dvorci se uskutečnilo několik hudebních koncertů. V únoru 1972 zde vystoupila anglická rocková skupina Led Zeppelin v rámci velkého open-air turné „Australasian Tour“. 17.–18. února 1973 pak odehrála tři vystoupení jako součást „Pacific Tour“ kapela The Rolling Stones. V lednu téhož roku sem zavítala heavy metalová formace Black Sabbath, v únoru 1986 americký písničkář Bob Dylan a v listopadu 1987 se čtyřmi koncerty také britský hudebník David Bowie.